# 乃木坂明星誕生！
《乃木坂明星誕生！》（日语：／ Nogizaka suta–tanjyou!）是2021年5月11日到2022年3月8日在日本電視台放送，為日本女子偶像團體乃木坂46所冠名的綜藝節目。

## 概要
乃木坂46的4期生挑戰翻唱「昭和歌搖」和「平成名曲」的節目。主持由搞笑組合Pekopa擔任，這也是首次在此節目中合作。節目播出結束後，還會以「未公開影像也不錯吧」（未公開映像も悪くないだろう）為標題在Hulu上播放未公開片段。
2021年9月8日，在節目的結尾宣布決定播出第二季。
從2022年4月26日開始，節目改名以「新·乃木坂明星誕生！」為題，由乃木坂46的5期生出演，主持人則改由搞笑組合奧茲華爾德擔任。此外，這也是乃木坂46的5期生首次出演屬於自己的節目。

## 乃木坂明星誕生！

### 出演者

#### 主持人
- Pekopa（日语：ぺこぱ）（成田秀平（日语：シュウペイ）、松陰寺太勇（日语：松陰寺太勇））[6]

#### 常規演出
- 乃木坂46
  - 4期生：遠藤櫻、賀喜遙香、筒井彩萌、掛橋沙耶香、金川紗耶、北川悠理、黑見明香、佐藤璃果、柴田柚菜、清宮玲、田村真佑、早川聖來、松尾美佑、林瑠奈、矢久保美緒、弓木奈於[6]

#### 各集來賓
- Bro.KORN－第1集[7]
- Diamond☆Yukai－第2集[8]
- 錦野旦－第3集[9]
- 高橋喬治－第4集[10]
- 鶴久政治－第5集[11]
- 相川七瀨－第6集[12]
- Sunplaza中野君（爆風狂熱）、Pappalā河合（爆風狂熱）－第7集[13]
- 嶋大輔－第8集[14]
- 大友康平－第9集[15]
- 島谷瞳－第10集[16]
- 川畑要（化學超男子）－第11集[17]
- 早見優－第12集[18]
- 寺田惠子－第13集[19]
- 藤本千秋－第14集[20]
- 淺香唯－第15集[21]
- 渡瀨麻紀－第16集[22]
- 岩崎良美－第17集[23]
- 西田光－第18集[24]

### 企劃單元

#### 乃木坂！偶像on舞台
本節目的主要單元。乃木坂46的4期生演唱昭和時代及平成時代懷舊的名曲。第一首歌由Pekopa介紹登場曲及其原唱藝人，形式為面板介紹；第二首歌則同樣搭配上述的面板介紹，由身穿制服的一名成員擔任報導員，深入報導演唱成員的幕後情況。

#### 明星對唱俱樂部
昭和與平成時代的對唱歌曲，由4期生成員與當天登場的特別嘉賓一起翻唱。

#### 乃木坂、煩惱著也不錯吧！
由松陰寺提供建議的談話單元，內容是關於4期生成員的煩惱。

#### 乃木坂、時間倒退吧！
從第6集開始的談話單元。透過4期生成員幼年時期的照片，講述與之相關的故事。
在「偶像on舞台」與「明星對唱俱樂部」單元中，會在演唱後進行演後談話。此外，在節目的結尾，有時所有出演者會一起演唱特別嘉賓的代表歌曲。

### 播放日程
| 集數 | 播放日期      | 內容 | 歌曲                   | 演唱成員                                                         | 備註     |
| ---- | ------------- | --- | ---------------------- | ---------------------------------------------------------------- | -------- |
| 1    | 2021年5月11日 | 早川和田村演唱的「UFO」、遠藤演唱的「海邊的陽台」 &賀喜和Bro.KORN一起演唱「孤獨的卓別林」 | UFO                    | 田村真佑、早川聖來                                               |          |
| 1    | 2021年5月11日 | 早川和田村演唱的「UFO」、遠藤演唱的「海邊的陽台」 &賀喜和Bro.KORN一起演唱「孤獨的卓別林」 | 海邊的陽台             | 遠藤櫻                                                           |          |
| 1    | 2021年5月11日 | 早川和田村演唱的「UFO」、遠藤演唱的「海邊的陽台」 &賀喜和Bro.KORN一起演唱「孤獨的卓別林」 | 孤獨的卓別林           | 賀喜遙香、Bro.KORN                                               |          |
| 1    | 2021年5月11日 | 早川和田村演唱的「UFO」、遠藤演唱的「海邊的陽台」 &賀喜和Bro.KORN一起演唱「孤獨的卓別林」 | WON'T BE LONG          | 全員、Bro.KORN                                                   |          |
| 2    | 5月18日       | 佐藤、柴田、筒井演唱「年輕的男孩」，清宮演唱「夏色的Nancy」， 弓木則與Diamond☆Yukai合唱「男人與女人的Love Game」。                                                                               | 年輕的男孩             | 佐藤璃果、柴田柚菜、筒井彩萌                                     |          |
| 2    | 5月18日       | 佐藤、柴田、筒井演唱「年輕的男孩」，清宮演唱「夏色的Nancy」， 弓木則與Diamond☆Yukai合唱「男人與女人的Love Game」。                                                                               | 夏色的Nancy            | 清宮玲                                                           |          |
| 2    | 5月18日       | 佐藤、柴田、筒井演唱「年輕的男孩」，清宮演唱「夏色的Nancy」， 弓木則與Diamond☆Yukai合唱「男人與女人的Love Game」。                                                                               | 男人與女人的Love Game  | 弓木、Diamond☆Yukai                                              |          |
| 3    | 5月25日       | 林演唱「少女A」，黑見、佐藤、松尾與矢久保合唱「如果明天…。」， 早川則與錦野旦合唱「即使分手了也還是喜歡你」。                                                                                    | 少女A                  | 林瑠奈                                                           |          |
| 3    | 5月25日       | 林演唱「少女A」，黑見、佐藤、松尾與矢久保合唱「如果明天…。」， 早川則與錦野旦合唱「即使分手了也還是喜歡你」。                                                                                    | 如果明天…。            | 黑見明香、佐藤璃果、松尾美佑、矢久保美緒                         |          |
| 3    | 5月25日       | 林演唱「少女A」，黑見、佐藤、松尾與矢久保合唱「如果明天…。」， 早川則與錦野旦合唱「即使分手了也還是喜歡你」。                                                                                    | 即使分手了也還是喜歡你 | 早川聖來、錦野旦                                                 |          |
| 3    | 5月25日       | 林演唱「少女A」，黑見、佐藤、松尾與矢久保合唱「如果明天…。」， 早川則與錦野旦合唱「即使分手了也還是喜歡你」。                                                                                    | 只要空中還有太陽       | 全員、錦野旦                                                     |          |
| 4    | 6月1日        | 掛橋演唱「沙灘上的摩登人魚」，金川與弓木合唱「胡椒警察」 ，遠藤則與高橋喬治合唱「無論何時都懷抱夢想」。                                                                                          | 沙灘上的摩登人魚       | 掛橋沙耶香                                                       | [ 注 4 ] |
| 4    | 6月1日        | 掛橋演唱「沙灘上的摩登人魚」，金川與弓木合唱「胡椒警察」 ，遠藤則與高橋喬治合唱「無論何時都懷抱夢想」。                                                                                          | 胡椒警察               | 金川紗耶、弓木奈於                                               | [ 注 4 ] |
| 4    | 6月1日        | 掛橋演唱「沙灘上的摩登人魚」，金川與弓木合唱「胡椒警察」 ，遠藤則與高橋喬治合唱「無論何時都懷抱夢想」。                                                                                          | 無論何時都懷抱夢想     | 遠藤櫻、高橋喬治                                                 | [ 注 4 ] |
| 5    | 6月8日        | 賀喜與田村合唱「寂寞的熱帶魚」，北川演唱「時髦小姐過馬路」， 柴田與鶴久政治合唱「愛情誕生的日子」，全員合唱「淚水的點播」熱情演出！                                                              | 寂寞的熱帶魚           | 賀喜遙香、田村真佑                                               |          |
| 5    | 6月8日        | 賀喜與田村合唱「寂寞的熱帶魚」，北川演唱「時髦小姐過馬路」， 柴田與鶴久政治合唱「愛情誕生的日子」，全員合唱「淚水的點播」熱情演出！                                                              | 時髦小姐過馬路         | 北川悠理                                                         |          |
| 5    | 6月8日        | 賀喜與田村合唱「寂寞的熱帶魚」，北川演唱「時髦小姐過馬路」， 柴田與鶴久政治合唱「愛情誕生的日子」，全員合唱「淚水的點播」熱情演出！                                                              | 愛情誕生的日子         | 柴田柚菜、鶴久政治                                               |          |
| 5    | 6月8日        | 賀喜與田村合唱「寂寞的熱帶魚」，北川演唱「時髦小姐過馬路」， 柴田與鶴久政治合唱「愛情誕生的日子」，全員合唱「淚水的點播」熱情演出！                                                              | 淚水的點播             | 全員、鶴久政治                                                   |          |
| 6    | 6月15日       | 賀喜、弓木、金川、松尾合唱「Body & Soul」， 林與相川七瀬合唱「搖滾寡婦」，全員一起熱唱「不能再是夢想中的少女」！                                                                                 | Body & Soul            | 賀喜遙香、弓木奈於、松尾美佑                                     |          |
| 6    | 6月15日       | 賀喜、弓木、金川、松尾合唱「Body & Soul」， 林與相川七瀬合唱「搖滾寡婦」，全員一起熱唱「不能再是夢想中的少女」！                                                                                 | 搖滾寡婦               | 林瑠奈、相川七瀨                                                 |          |
| 6    | 6月15日       | 賀喜、弓木、金川、松尾合唱「Body & Soul」， 林與相川七瀬合唱「搖滾寡婦」，全員一起熱唱「不能再是夢想中的少女」！                                                                                 | 不能再是夢想中的少女   | 全員、相川七瀨                                                   |          |
| 7    | 6月22日       | 田村與筒井合唱「與海邊的事物」， 掛橋與爆風狂熱合唱「兩人的愛之島」，全員一起熱唱「Runner」！ | 與海邊的事物           | 田村真佑、筒井彩萌                                               |          |
| 7    | 6月22日       | 田村與筒井合唱「與海邊的事物」， 掛橋與爆風狂熱合唱「兩人的愛之島」，全員一起熱唱「Runner」！ | 兩人的愛之島           | 掛橋沙耶香、爆風狂熱                                             |          |
| 7    | 6月22日       | 田村與筒井合唱「與海邊的事物」， 掛橋與爆風狂熱合唱「兩人的愛之島」，全員一起熱唱「Runner」！ | Runner                 | 全員、爆風狂熱                                                   |          |
| 8    | 6月29日       | 佐藤、柴田、林合唱「Diamonds」，筒井演唱「水手服與機關槍」， 遠藤與嶋大輔合唱「在澀谷的5點」，全員一起熱唱「男人的勳章」！                                                                       | Diamonds               | 佐藤璃果、柴田柚菜、林瑠奈                                       |          |
| 8    | 6月29日       | 佐藤、柴田、林合唱「Diamonds」，筒井演唱「水手服與機關槍」， 遠藤與嶋大輔合唱「在澀谷的5點」，全員一起熱唱「男人的勳章」！                                                                       | 水手服與機關槍         | 筒井彩萌                                                         |          |
| 8    | 6月29日       | 佐藤、柴田、林合唱「Diamonds」，筒井演唱「水手服與機關槍」， 遠藤與嶋大輔合唱「在澀谷的5點」，全員一起熱唱「男人的勳章」！                                                                       | 在澀谷的5點            | 遠藤櫻、嶋大輔                                                   |          |
| 8    | 6月29日       | 佐藤、柴田、林合唱「Diamonds」，筒井演唱「水手服與機關槍」， 遠藤與嶋大輔合唱「在澀谷的5點」，全員一起熱唱「男人的勳章」！                                                                       | 男人的勳章             | 全員、嶋大輔                                                     |          |
| 9    | 7月6日        | 遠藤、北川、清宮合唱「暑期問候」，賀喜演唱「如果能在夢中相見」 ，全員一起演唱「ff」，在「箱中內是什麼？」這個單元中，大家尖叫聲不斷！                                                            | 暑期問候               | 遠藤櫻、北川悠理、清宮玲                                         |          |
| 9    | 7月6日        | 遠藤、北川、清宮合唱「暑期問候」，賀喜演唱「如果能在夢中相見」 ，全員一起演唱「ff」，在「箱中內是什麼？」這個單元中，大家尖叫聲不斷！                                                            | 如果能在夢中相見       | 賀喜遙香、大友康平                                               |          |
| 9    | 7月6日        | 遠藤、北川、清宮合唱「暑期問候」，賀喜演唱「如果能在夢中相見」 ，全員一起演唱「ff」，在「箱中內是什麼？」這個單元中，大家尖叫聲不斷！                                                            | ff                     | 全員、大友康平                                                   |          |
| 10   | 7月13日       | 柴田演唱「藍色珊瑚礁」，賀喜演唱「DESIRE-熱情-」， 弓木與島谷瞳合唱「只要由你在」，全員一起熱唱「亞麻色頭髮的少女」！                                                                            | 藍色珊瑚礁             | 柴田柚菜                                                         |          |
| 10   | 7月13日       | 柴田演唱「藍色珊瑚礁」，賀喜演唱「DESIRE-熱情-」， 弓木與島谷瞳合唱「只要由你在」，全員一起熱唱「亞麻色頭髮的少女」！                                                                            | DESIRE -熱情-          | 賀喜遙香                                                         |          |
| 10   | 7月13日       | 柴田演唱「藍色珊瑚礁」，賀喜演唱「DESIRE-熱情-」， 弓木與島谷瞳合唱「只要由你在」，全員一起熱唱「亞麻色頭髮的少女」！                                                                            | 只要有你在             | 弓木奈於、島谷瞳                                                 |          |
| 10   | 7月13日       | 柴田演唱「藍色珊瑚礁」，賀喜演唱「DESIRE-熱情-」， 弓木與島谷瞳合唱「只要由你在」，全員一起熱唱「亞麻色頭髮的少女」！                                                                            | 亞麻色頭髮的少女       | 全員、島谷瞳                                                     |          |
| 11   | 7月27日       | 掛橋演唱「櫻桃」，北川演唱「想要守護你」， 早川與 CHEMISTRY 的川畑要合唱「Love Forever」，全員一起熱唱「PIECES OF A DREAM」！                                                                    | 櫻桃                   | 掛橋沙耶香                                                       |          |
| 11   | 7月27日       | 掛橋演唱「櫻桃」，北川演唱「想要守護你」， 早川與 CHEMISTRY 的川畑要合唱「Love Forever」，全員一起熱唱「PIECES OF A DREAM」！                                                                    | 想要守護你             | 北川悠理                                                         |          |
| 11   | 7月27日       | 掛橋演唱「櫻桃」，北川演唱「想要守護你」， 早川與 CHEMISTRY 的川畑要合唱「Love Forever」，全員一起熱唱「PIECES OF A DREAM」！                                                                    | Love Forever           | 早川聖來、川畑要                                                 |          |
| 11   | 7月27日       | 掛橋演唱「櫻桃」，北川演唱「想要守護你」， 早川與 CHEMISTRY 的川畑要合唱「Love Forever」，全員一起熱唱「PIECES OF A DREAM」！                                                                    | PIECES OF A DREAM      | 全員、川畑要                                                     |          |
| 12   | 8月3日        | 黑見、佐藤、清宮、矢久保合唱「夏祭」，筒井演唱「認真戀愛前5秒」， 清宮玲與早見優合唱「夏日小姐」，並進行遊戲單元「猜拳敲擊頭盔」！                                                               | 夏祭                   | 黑見明香、佐藤璃果、清宮玲、矢久保美緒                           |          |
| 12   | 8月3日        | 黑見、佐藤、清宮、矢久保合唱「夏祭」，筒井演唱「認真戀愛前5秒」， 清宮玲與早見優合唱「夏日小姐」，並進行遊戲單元「猜拳敲擊頭盔」！                                                               | 認真戀愛前5秒          | 筒井彩萌                                                         |          |
| 12   | 8月3日        | 黑見、佐藤、清宮、矢久保合唱「夏祭」，筒井演唱「認真戀愛前5秒」， 清宮玲與早見優合唱「夏日小姐」，並進行遊戲單元「猜拳敲擊頭盔」！                                                               | 夏日小姐               | 清宮玲、早見優                                                   |          |
| 13   | 8月10日       | 北川與柴田合唱「像白雲一樣」，遠藤演唱「木棉手帕」， 賀喜與 SHOW-YA 的寺田恵子合唱「隨便你吧」，並熱唱「極限LOVERS」！                                                                           | 像白雲一樣             | 北川悠理、柴田柚菜                                               |          |
| 13   | 8月10日       | 北川與柴田合唱「像白雲一樣」，遠藤演唱「木棉手帕」， 賀喜與 SHOW-YA 的寺田恵子合唱「隨便你吧」，並熱唱「極限LOVERS」！                                                                           | 木棉手帕               | 遠藤櫻                                                           |          |
| 13   | 8月10日       | 北川與柴田合唱「像白雲一樣」，遠藤演唱「木棉手帕」， 賀喜與 SHOW-YA 的寺田恵子合唱「隨便你吧」，並熱唱「極限LOVERS」！                                                                           | 隨便你吧               | 賀喜遙香、寺田惠子                                               |          |
| 13   | 8月10日       | 北川與柴田合唱「像白雲一樣」，遠藤演唱「木棉手帕」， 賀喜與 SHOW-YA 的寺田恵子合唱「隨便你吧」，並熱唱「極限LOVERS」！                                                                           | 極限LOVERS             | 全員、寺田惠子                                                   |          |
| 14   | 8月17日       | 弓木演唱「EZ DO DANCE」，遠藤、金川、田村、松尾展現出精彩的舞蹈！主持人松陰寺也加入進行拉丁風格的Rap， 接著是早川的「聆聽Olivia」，賀喜與千秋合唱「FACE」，全員一起熱唱口袋餅乾的名曲「POWER」。 | EZ DO DANCE            | 弓木奈於wish Super-Yanchanzu                                     |          |
| 14   | 8月17日       | 弓木演唱「EZ DO DANCE」，遠藤、金川、田村、松尾展現出精彩的舞蹈！主持人松陰寺也加入進行拉丁風格的Rap， 接著是早川的「聆聽Olivia」，賀喜與千秋合唱「FACE」，全員一起熱唱口袋餅乾的名曲「POWER」。 | 聆聽Olivia             | 早川聖來                                                         |          |
| 14   | 8月17日       | 弓木演唱「EZ DO DANCE」，遠藤、金川、田村、松尾展現出精彩的舞蹈！主持人松陰寺也加入進行拉丁風格的Rap， 接著是早川的「聆聽Olivia」，賀喜與千秋合唱「FACE」，全員一起熱唱口袋餅乾的名曲「POWER」。 | FACE                   | 賀喜遙香、千秋                                                   |          |
| 14   | 8月17日       | 弓木演唱「EZ DO DANCE」，遠藤、金川、田村、松尾展現出精彩的舞蹈！主持人松陰寺也加入進行拉丁風格的Rap， 接著是早川的「聆聽Olivia」，賀喜與千秋合唱「FACE」，全員一起熱唱口袋餅乾的名曲「POWER」。 | POWER                  | 全員、千秋                                                       |          |
| 15   | 8月24日       | 清宮、林、金川、柴田表演傳說中的偶像夏季歌曲合輯！ 並且，該合輯中的偶像親自登場，掛橋則演唱「花水木」。                                                                                          | 可能會改變人生的夏天吧 | 林瑠奈                                                           | [ 注 8 ] |
| 15   | 8月24日       | 清宮、林、金川、柴田表演傳說中的偶像夏季歌曲合輯！ 並且，該合輯中的偶像親自登場，掛橋則演唱「花水木」。                                                                                          | 夏之門                 | 清宮玲                                                           | [ 注 8 ] |
| 15   | 8月24日       | 清宮、林、金川、柴田表演傳說中的偶像夏季歌曲合輯！ 並且，該合輯中的偶像親自登場，掛橋則演唱「花水木」。                                                                                          | 17歲                   | 金川紗耶                                                         | [ 注 8 ] |
| 15   | 8月24日       | 清宮、林、金川、柴田表演傳說中的偶像夏季歌曲合輯！ 並且，該合輯中的偶像親自登場，掛橋則演唱「花水木」。                                                                                          | 戀愛的夏日             | 田村真佑、筒井彩萌                                               | [ 注 8 ] |
| 15   | 8月24日       | 清宮、林、金川、柴田表演傳說中的偶像夏季歌曲合輯！ 並且，該合輯中的偶像親自登場，掛橋則演唱「花水木」。                                                                                          | 夏日盛放的Hono字組     | 早川聖來、松陰寺太勇                                             | [ 注 8 ] |
| 15   | 8月24日       | 清宮、林、金川、柴田表演傳說中的偶像夏季歌曲合輯！ 並且，該合輯中的偶像親自登場，掛橋則演唱「花水木」。                                                                                          | C-Girl                 | 柴田柚菜、淺香唯                                                 | [ 注 8 ] |
| 15   | 8月24日       | 清宮、林、金川、柴田表演傳說中的偶像夏季歌曲合輯！ 並且，該合輯中的偶像親自登場，掛橋則演唱「花水木」。                                                                                          | 花水木                 | 掛橋沙耶香                                                       | [ 注 8 ] |
| 16   | 8月31日       | 柴田、清宮、早川、遠藤、北川、掛橋、賀喜演唱90年代日劇主題曲串燒； 林與渡瀬麻紀合唱「現在立刻Kiss Me」&「YAH YAH YAH」                                                                           | LA·LA·LA LOVE SONG     | 柴田柚菜、清宮玲、早川聖來                                       | [ 注 9 ] |
| 16   | 8月31日       | 柴田、清宮、早川、遠藤、北川、掛橋、賀喜演唱90年代日劇主題曲串燒； 林與渡瀬麻紀合唱「現在立刻Kiss Me」&「YAH YAH YAH」                                                                           | 定能飛向天空           | 遠藤櫻、北川悠理                                                 | [ 注 9 ] |
| 16   | 8月31日       | 柴田、清宮、早川、遠藤、北川、掛橋、賀喜演唱90年代日劇主題曲串燒； 林與渡瀬麻紀合唱「現在立刻Kiss Me」&「YAH YAH YAH」                                                                           | 天空與你之間/加油!     | 矢久保美緒                                                       | [ 注 9 ] |
| 16   | 8月31日       | 柴田、清宮、早川、遠藤、北川、掛橋、賀喜演唱90年代日劇主題曲串燒； 林與渡瀬麻紀合唱「現在立刻Kiss Me」&「YAH YAH YAH」                                                                           | TOMORROW               | 掛橋沙耶香                                                       | [ 注 9 ] |
| 16   | 8月31日       | 柴田、清宮、早川、遠藤、北川、掛橋、賀喜演唱90年代日劇主題曲串燒； 林與渡瀬麻紀合唱「現在立刻Kiss Me」&「YAH YAH YAH」                                                                           | 愛情故事突然發生       | 賀喜遙香                                                         | [ 注 9 ] |
| 16   | 8月31日       | 柴田、清宮、早川、遠藤、北川、掛橋、賀喜演唱90年代日劇主題曲串燒； 林與渡瀬麻紀合唱「現在立刻Kiss Me」&「YAH YAH YAH」                                                                           | 現在立刻Kiss Me        | 林瑠奈、渡瀨麻紀                                                 | [ 注 9 ] |
| 16   | 8月31日       | 柴田、清宮、早川、遠藤、北川、掛橋、賀喜演唱90年代日劇主題曲串燒； 林與渡瀬麻紀合唱「現在立刻Kiss Me」&「YAH YAH YAH」                                                                           | YAH YAH YAH/夢之守護者 | 全員、渡瀨麻紀                                                   | [ 注 9 ] |
| 17   | 9月7日        | 80年代動畫主題曲串燒！ 小拉姆、貓眼三姊妹、奇面組＆岩崎良美演唱「Touch」。 | CAT'S EYE              | 賀喜遙香、金川紗耶、松尾美佑                                     |          |
| 17   | 9月7日        | 80年代動畫主題曲串燒！ 小拉姆、貓眼三姊妹、奇面組＆岩崎良美演唱「Touch」。 | 不可思议的冒险         | 掛橋沙耶香、黑見明香                                             |          |
| 17   | 9月7日        | 80年代動畫主題曲串燒！ 小拉姆、貓眼三姊妹、奇面組＆岩崎良美演唱「Touch」。 | 奇蹟女孩               | 佐藤璃果                                                         |          |
| 17   | 9月7日        | 80年代動畫主題曲串燒！ 小拉姆、貓眼三姊妹、奇面組＆岩崎良美演唱「Touch」。 | 拉姆的情歌             | 遠藤櫻                                                           |          |
| 17   | 9月7日        | 80年代動畫主題曲串燒！ 小拉姆、貓眼三姊妹、奇面組＆岩崎良美演唱「Touch」。 | 跨越時間之河           | 早川聖來、林瑠奈、弓木奈於                                       |          |
| 17   | 9月7日        | 80年代動畫主題曲串燒！ 小拉姆、貓眼三姊妹、奇面組＆岩崎良美演唱「Touch」。 | Touch                  | 筒井彩萌、岩崎良美                                               |          |
| 18   | 9月14日       | 柴田演唱「搖擺的想念」、 林演唱「重播 Part2」，並與西田光一起玩比手畫腳遊戲。 | 搖擺的想念             | 柴田柚菜                                                         |          |
| 18   | 9月14日       | 柴田演唱「搖擺的想念」、 林演唱「重播 Part2」，並與西田光一起玩比手畫腳遊戲。 | 重播Part2              | 林瑠奈、西田光                                                   |          |
| 18   | 9月14日       | 柴田演唱「搖擺的想念」、 林演唱「重播 Part2」，並與西田光一起玩比手畫腳遊戲。 | 一定有愛               | 全員、西田光                                                     |          |
| 19   | 9月21日       | 愛之歌特輯！早川演唱「大阪LOVER」、筒井與清宮合唱「Baby I Love You」、 掛橋演唱「殘雪」，以及告白大喜利單元！                                                                                    | 大阪LOVER              | 早川聖來wish Super-Yanchanzu                                     | [ 25 ]   |
| 19   | 9月21日       | 愛之歌特輯！早川演唱「大阪LOVER」、筒井與清宮合唱「Baby I Love You」、 掛橋演唱「殘雪」，以及告白大喜利單元！                                                                                    | Baby I love you        | 清宮玲、筒井彩萌                                                 | [ 25 ]   |
| 19   | 9月21日       | 愛之歌特輯！早川演唱「大阪LOVER」、筒井與清宮合唱「Baby I Love You」、 掛橋演唱「殘雪」，以及告白大喜利單元！                                                                                    | 殘雪                   | 掛橋沙耶香                                                       | [ 25 ]   |
| 20   | 9月28日       | AKB48＆早安少女組。平成超級偶像歌曲特輯！ | 飛翔入手               | 佐藤璃果、清宮玲、田村真佑、林瑠奈、松尾美佑                     | [ 26 ]   |
| 20   | 9月28日       | AKB48＆早安少女組。平成超級偶像歌曲特輯！ | MINIMONI。             | 掛橋沙耶香、北川悠理、黑見明香、矢久保美緒                       | [ 26 ]   |
| 20   | 9月28日       | AKB48＆早安少女組。平成超級偶像歌曲特輯！ | 初戀衝刺／青色未來     | 佐藤璃果、柴田柚菜、筒井彩萌                                     | [ 26 ]   |
| 20   | 9月28日       | AKB48＆早安少女組。平成超級偶像歌曲特輯！ | 戀愛革命21             | 遠藤櫻、賀喜遙香、金川紗耶、清宮玲、田村真佑、早川聖來、松尾美佑 | [ 26 ]   |

### 播放時間
| 播出日期               | 播出時間                          | 播放局         | 播放區域 | 備註           |
| ---------------------- | --------------------------------- | -------------- | -------- | -------------- |
| 2021年5月11日—9月28日  | 星期二 01:29－01:59（星期一深夜） | 日本電視台     | 關東地方 | 製作局         |
| 2021年5月19日—10月6日  | 星期三 02:04－02:34（星期二深夜） | 靜岡第一電視台 | 靜岡縣   | 遲延網         |
| 2021年5月30日—10月17日 | 星期日 02:00－02:30（星期六深夜） | 福岡放送       | 福岡縣   | 遲延網         |
| 2021年6月2日—10月13日  | 星期三 00:59－01:29（星期二深夜） | TV新潟放送網   | 新潟縣   | 遲延網         |
| 2021年6月3日—10月14日  | 星期四 00:59－01:29（星期三深夜） | 宮城電視台     | 宮城縣   | 遲延網         |
| 2022年6月1日—10月12日  | 星期三 23:00－23:30               | MONDO TV       | 日本全國 | 遲延網／有重播 |

## 乃木坂明星誕生！2
乃木坂明星誕生！2（日语：／），為2021年10月12日－2022年3月8日播出，一樣由日本電視台播出。從第二季開始，節目組做出了全新的變化，不再僅由4期生出演，而是每集都有部分3期生及更早期的前輩成員參加。

### 出演者

#### 主持人
- Pekopa（成田秀平、松陰寺太勇）[3][6]

#### 常規演出
- 乃木坂46
  - 4期生：遠藤櫻、賀喜遙香、筒井彩萌、掛橋沙耶香、金川紗耶、北川悠理、黑見明香、佐藤璃果、柴田柚菜、清宮玲、田村真佑、早川聖來、松尾美佑、林瑠奈、矢久保美緒、弓木奈於
- 前輩成員
  - 樋口日奈－第1集[3][28]、第8集[29]
  - 久保史緒里－第2集[30]、第10集[31]、第18集[32]
  - 秋元真夏－第3集[33]、第14集[34]
  - 中村麗乃－第3集[33]、第17集[35]
  - 和田真彩－第3集[33]
  - 梅澤美波－第4集[36]、第19集[37]
  - 伊藤理理杏－第4集[36]、第12集[38]、第15集[39]、第19集[37]
  - 阪口珠美、佐藤楓、吉田綾乃克莉絲蒂－第4集[36]、第12集[38]
  - 與田祐希－第5集[40]、第7集[41]
  - 新內真衣－第6集[42]
  - 北野日奈子－第9集[43]、第16集[44]
  - 山下美月－第11集[45]
  - 向井葉月－第13集[46]
  - 鈴木絢音－第16集[44]

#### 各集來賓
- 未唯mie－第1集[28]
- DJ KOO－第2集[30]
- 松本伊代－第3集[33]
- 森口博子－第4集[36]
- 松崎茂幸－第5集[40]
- 鶴久政治－第6集[42]
- 永井真理子－第7集[41]
- 山本RINDA、神取忍、松本法子－第8集[29]
- 小野正利－第9集[43]
- 小林幸子－第10集[31]
- 渡邊美奈代－第12集[38]
- 南高節－第13集[46]
- 藤森慎吾（東方收音機）－第14集[34]
- 小柳留美子－第15集[39]
- 陳美齡－第16集[44]
- 國生小百合－第17集[35]
- 翁倩玉－第18集[32]
- 荻野目洋子－第19集[37]
- 藤卷亮太（Remioromen）－第20集[47]

### 企劃單元

#### 梨元Shupei的Shupei備忘錄
關於單曲歌曲的傳說

### 播放日程
| 集數 | 播放日期       | 內容 | 歌曲                                   | 演唱成員                                                                       | 備註 |
| ---- | -------------- | --- | -------------------------------------- | ------------------------------------------------------------------------------ | ---- |
| 1    | 2021年10月12日 | Pink Lady SP！與未唯mie合作演唱多首名曲！ 1期生・樋口日奈也登場！                                                                                                 | S・O・S                                | 清宮玲、筒井彩萌、未唯mie                                                      |      |
| 1    | 2021年10月12日 | Pink Lady SP！與未唯mie合作演唱多首名曲！ 1期生・樋口日奈也登場！                                                                                                 | 左手投手                               | 佐藤璃果、林瑠奈、未唯mie                                                      |      |
| 1    | 2021年10月12日 | Pink Lady SP！與未唯mie合作演唱多首名曲！ 1期生・樋口日奈也登場！                                                                                                 | UFO                                    | 田村真佑、早川聖來、樋口日奈、未唯mie                                          |      |
| 1    | 2021年10月12日 | Pink Lady SP！與未唯mie合作演唱多首名曲！ 1期生・樋口日奈也登場！                                                                                                 | 海濱的辛巴達                           | 遠藤櫻、賀喜遙香、掛橋沙耶香、柴田柚菜、未唯mie                                |      |
| 2    | 10月19日       | 小室哲哉名曲特集 SP！DJ KOO 緊急參戰！ 3期生的歌姬久保史緒里也登場！                                                                                              | CRAZY GONNA CRAZY                      | 弓木奈於 wish Super-Yanchanzu、DJ KOO                                          |      |
| 2    | 10月19日       | 小室哲哉名曲特集 SP！DJ KOO 緊急參戰！ 3期生的歌姬久保史緒里也登場！                                                                                              | WOW WAR TONIGHT 〜有時也該掀起一場騷動 | 北川悠理、柴田柚菜、林瑠奈、Pekopa、DJ KOO                                     |      |
| 2    | 10月19日       | 小室哲哉名曲特集 SP！DJ KOO 緊急參戰！ 3期生的歌姬久保史緒里也登場！                                                                                              | I'm proud                              | 久保史緒里                                                                     |      |
| 2    | 10月19日       | 小室哲哉名曲特集 SP！DJ KOO 緊急參戰！ 3期生的歌姬久保史緒里也登場！                                                                                              | YOU ARE THE ONE                        | 4期生全員、DJ KOO                                                              |      |
| 3    | 10月26日       | 從電視節目誕生的名曲特集！嘉賓是松本伊代！ 還有秋元真夏、和田真彩、中村麗乃登場。                                                                                 | 高中搖籃曲                             | 黑見明香、矢久保美緒、松本伊代                                                 |      |
| 3    | 10月26日       | 從電視節目誕生的名曲特集！嘉賓是松本伊代！ 還有秋元真夏、和田真彩、中村麗乃登場。                                                                                 | 羞恥心                                 | 和田真彩、中村麗乃、弓木奈於                                                   |      |
| 3    | 10月26日       | 從電視節目誕生的名曲特集！嘉賓是松本伊代！ 還有秋元真夏、和田真彩、中村麗乃登場。                                                                                 | Timing                                 | 掛橋沙耶香、Pekopa                                                             |      |
| 3    | 10月26日       | 從電視節目誕生的名曲特集！嘉賓是松本伊代！ 還有秋元真夏、和田真彩、中村麗乃登場。                                                                                 | 感傷之旅                               | 秋元真夏、松本伊代                                                             |      |
| 4    | 11月2日        | 變裝萬聖節特別篇！嘉賓是元祖綜藝偶像森口博子， 3期生阪口、佐藤、伊藤、吉田也登場！                                                                                | 學園天國                               | 掛橋沙耶香、清宮玲、森口博子                                                   |      |
| 4    | 11月2日        | 變裝萬聖節特別篇！嘉賓是元祖綜藝偶像森口博子， 3期生阪口、佐藤、伊藤、吉田也登場！                                                                                | 禮物                                   | 遠藤櫻、金川紗耶、黑見明香、田村真佑、松尾美佑、矢久保美緒                     |      |
| 4    | 11月2日        | 變裝萬聖節特別篇！嘉賓是元祖綜藝偶像森口博子， 3期生阪口、佐藤、伊藤、吉田也登場！                                                                                | AGE♂AGE♂EVERY☆騎士                     | 梅澤美波 wish Super-Tamachanzu                                                 |      |
| 4    | 11月2日        | 變裝萬聖節特別篇！嘉賓是元祖綜藝偶像森口博子， 3期生阪口、佐藤、伊藤、吉田也登場！                                                                                | 口哨                                   | 弓木奈於、森口博子                                                             |      |
| 5    | 11月9日        | 與田和筒井演唱《愛的印記》， 柴田演唱《愛戀 心痛 堅強》，松崎茂幸與賀喜合作對唱。                                                                                 | 愛的印記                               | 與田祐希、筒井彩萌                                                             |      |
| 5    | 11月9日        | 與田和筒井演唱《愛的印記》， 柴田演唱《愛戀 心痛 堅強》，松崎茂幸與賀喜合作對唱。                                                                                 | 愛戀 心痛 堅強                         | 柴田柚菜 wish Super-Yanchanzu                                                  |      |
| 5    | 11月9日        | 與田和筒井演唱《愛的印記》， 柴田演唱《愛戀 心痛 堅強》，松崎茂幸與賀喜合作對唱。                                                                                 | 愛的回憶                               | 賀喜遙香、松崎茂幸                                                             |      |
| 5    | 11月9日        | 與田和筒井演唱《愛的印記》， 柴田演唱《愛戀 心痛 堅強》，松崎茂幸與賀喜合作對唱。                                                                                 | 仰望夜空中的星星                       | 賀喜遙香、掛橋沙耶香、北川悠理、柴田柚菜、弓木奈於、松崎茂幸                   |      |
| 6    | 11月16日       | 新內演唱《鋸齒心的搖籃曲》，賀喜與鶴久政治合唱，佐藤演唱《神的幫助！》， 早川演唱《為茱莉亞傷心》，田村與松尾首次挑戰DJ！                                         | 鋸齒心的搖籃曲                         | 新內真衣、鶴久政治                                                             |      |
| 6    | 11月16日       | 新內演唱《鋸齒心的搖籃曲》，賀喜與鶴久政治合唱，佐藤演唱《神的幫助！》， 早川演唱《為茱莉亞傷心》，田村與松尾首次挑戰DJ！                                         | 神的幫助！                             | 佐藤璃果、鶴久政治                                                             |      |
| 6    | 11月16日       | 新內演唱《鋸齒心的搖籃曲》，賀喜與鶴久政治合唱，佐藤演唱《神的幫助！》， 早川演唱《為茱莉亞傷心》，田村與松尾首次挑戰DJ！                                         | 為茱莉亞傷心                           | 早川聖來、鶴久政治                                                             |      |
| 6    | 11月16日       | 新內演唱《鋸齒心的搖籃曲》，賀喜與鶴久政治合唱，佐藤演唱《神的幫助！》， 早川演唱《為茱莉亞傷心》，田村與松尾首次挑戰DJ！                                         | 黎明時的呼吸                           | 賀喜遙香、鶴久政治                                                             |      |
| 7    | 11月23日       | 好夫妻日特別節目！與田與「Super-Yanchanzu」跳戀愛舞蹈， 柴田演唱《重要的你》，矢久保演唱《就算我變成了歐巴桑》，佐藤演唱《ZUTTO》。                               | 恋                                     | 與田祐希 wish Super-Yanchanzu                                                  |      |
| 7    | 11月23日       | 好夫妻日特別節目！與田與「Super-Yanchanzu」跳戀愛舞蹈， 柴田演唱《重要的你》，矢久保演唱《就算我變成了歐巴桑》，佐藤演唱《ZUTTO》。                               | 就算我變成了歐巴桑                     | 矢久保美緒                                                                     |      |
| 7    | 11月23日       | 好夫妻日特別節目！與田與「Super-Yanchanzu」跳戀愛舞蹈， 柴田演唱《重要的你》，矢久保演唱《就算我變成了歐巴桑》，佐藤演唱《ZUTTO》。                               | 重要的你                               | 柴田柚菜、永井真理子                                                           |      |
| 7    | 11月23日       | 好夫妻日特別節目！與田與「Super-Yanchanzu」跳戀愛舞蹈， 柴田演唱《重要的你》，矢久保演唱《就算我變成了歐巴桑》，佐藤演唱《ZUTTO》。                               | ZUTTO                                  | 佐藤璃果、永井真理子                                                           |      |
| 8    | 11月30日       | 山本RAINDA登場！與樋口、早川合唱《狙擊》《完全停不下來》， 遠藤與筒井演唱《真拿你沒辦法》，清宮與松尾扮演美麗雙人組，黑見演唱《虞美人之花》。                     | 真拿你沒辦法                           | 遠藤櫻、筒井彩萌                                                               |      |
| 8    | 11月30日       | 山本RAINDA登場！與樋口、早川合唱《狙擊》《完全停不下來》， 遠藤與筒井演唱《真拿你沒辦法》，清宮與松尾扮演美麗雙人組，黑見演唱《虞美人之花》。                     | 奔馳的青春                             | 清宮玲、松尾美佑                                                               |      |
| 8    | 11月30日       | 山本RAINDA登場！與樋口、早川合唱《狙擊》《完全停不下來》， 遠藤與筒井演唱《真拿你沒辦法》，清宮與松尾扮演美麗雙人組，黑見演唱《虞美人之花》。                     | 虞美人之花                             | 黑見明香                                                                       |      |
| 8    | 11月30日       | 山本RAINDA登場！與樋口、早川合唱《狙擊》《完全停不下來》， 遠藤與筒井演唱《真拿你沒辦法》，清宮與松尾扮演美麗雙人組，黑見演唱《虞美人之花》。                     | 完全停不下來                           | 早川聖來、山本RAINDA                                                           |      |
| 8    | 11月30日       | 山本RAINDA登場！與樋口、早川合唱《狙擊》《完全停不下來》， 遠藤與筒井演唱《真拿你沒辦法》，清宮與松尾扮演美麗雙人組，黑見演唱《虞美人之花》。                     | 狙擊                                   | 樋口日奈、山本RAINDA                                                           |      |
| 9    | 12月7日        | 小野正利登場！與北川合唱《You're the only…》、與賀喜合唱《promise》、 北野演唱《JOYFUL》、林與弓木合唱《朋友》、清宮演唱《喜歡》                                  | JOYFUL                                 | 北野日奈子、掛橋沙耶香、金川紗耶、矢久美緒                                     |      |
| 9    | 12月7日        | 小野正利登場！與北川合唱《You're the only…》、與賀喜合唱《promise》、 北野演唱《JOYFUL》、林與弓木合唱《朋友》、清宮演唱《喜歡》                                  | 朋友                                   | 林瑠奈、弓木奈於                                                               |      |
| 9    | 12月7日        | 小野正利登場！與北川合唱《You're the only…》、與賀喜合唱《promise》、 北野演唱《JOYFUL》、林與弓木合唱《朋友》、清宮演唱《喜歡》                                  | promise                                | 賀喜遙香、小野正利                                                             |      |
| 9    | 12月7日        | 小野正利登場！與北川合唱《You're the only…》、與賀喜合唱《promise》、 北野演唱《JOYFUL》、林與弓木合唱《朋友》、清宮演唱《喜歡》                                  | You're the Only…                       | 北川悠理、小野正利                                                             |      |
| 10   | 12月14日       | 演歌初次挑戰！小林幸子登場！ 林演唱《回憶的酒》，小野正利登場！ 早川與弓木合唱《人生多樣》、久保演唱《津輕海峽・冬景色》、 賀喜演唱《祭典曼波》                   | 回憶的酒                               | 林瑠奈、小林幸子                                                               |      |
| 10   | 12月14日       | 演歌初次挑戰！小林幸子登場！ 林演唱《回憶的酒》，小野正利登場！ 早川與弓木合唱《人生多樣》、久保演唱《津輕海峽・冬景色》、 賀喜演唱《祭典曼波》                   | 人生多樣                               | 早川聖來、弓木奈於                                                             |      |
| 10   | 12月14日       | 演歌初次挑戰！小林幸子登場！ 林演唱《回憶的酒》，小野正利登場！ 早川與弓木合唱《人生多樣》、久保演唱《津輕海峽・冬景色》、 賀喜演唱《祭典曼波》                   | 津輕海峽·冬景色                        | 久保史緒里                                                                     |      |
| 10   | 12月14日       | 演歌初次挑戰！小林幸子登場！ 林演唱《回憶的酒》，小野正利登場！ 早川與弓木合唱《人生多樣》、久保演唱《津輕海峽・冬景色》、 賀喜演唱《祭典曼波》                   | 祭典曼波                               | 賀喜遙香、小林幸子                                                             |      |
| 11   | 12月21日       | 穿上聖誕老人的服裝舉行聖誕特輯！ 山下與「Super-Yanchanzu」演唱《戀人是聖誕老人》、 北川與柴田演唱《聖誕夜》、 金川與田村演唱《叮叮噹噹聖誕鈴》                    | 聖誕鈴聲                               | 遠藤櫻、金川紗耶、北川悠理、黑見明香、柴田柚菜、松尾美佑、矢久保美緒、弓木奈於 |      |
| 11   | 12月21日       | 穿上聖誕老人的服裝舉行聖誕特輯！ 山下與「Super-Yanchanzu」演唱《戀人是聖誕老人》、 北川與柴田演唱《聖誕夜》、 金川與田村演唱《叮叮噹噹聖誕鈴》                    | 紅鼻子馴鹿                             | 4期生全員、Pepako                                                              |      |
| 11   | 12月21日       | 穿上聖誕老人的服裝舉行聖誕特輯！ 山下與「Super-Yanchanzu」演唱《戀人是聖誕老人》、 北川與柴田演唱《聖誕夜》、 金川與田村演唱《叮叮噹噹聖誕鈴》                    | Christmas Eve                          | 北川悠理、柴田柚菜                                                             |      |
| 11   | 12月21日       | 穿上聖誕老人的服裝舉行聖誕特輯！ 山下與「Super-Yanchanzu」演唱《戀人是聖誕老人》、 北川與柴田演唱《聖誕夜》、 金川與田村演唱《叮叮噹噹聖誕鈴》                    | 戀人是聖誕老人                         | 山下美月 wish Super-Yanchanzu                                                  |      |
| 11   | 12月21日       | 穿上聖誕老人的服裝舉行聖誕特輯！ 山下與「Super-Yanchanzu」演唱《戀人是聖誕老人》、 北川與柴田演唱《聖誕夜》、 金川與田村演唱《叮叮噹噹聖誕鈴》                    | 丁丁噹噹聖誕鈴                         | 金川紗耶、田村真佑                                                             |      |
| 12   | 2022年1月11日  | 渡邊美奈代演唱《先告辭了》、筒井演唱《桃色單戀》、 清宮與乃木坂明星夥伴演唱《Smile for Me》、 理理杏演唱《你真幸運真順利呢》                                      | ♡桃色單戀♡                             | 筒井彩萌、渡邊美奈代                                                           |      |
| 12   | 2022年1月11日  | 渡邊美奈代演唱《先告辭了》、筒井演唱《桃色單戀》、 清宮與乃木坂明星夥伴演唱《Smile for Me》、 理理杏演唱《你真幸運真順利呢》                                      | Smile for me                           | 清宮玲 wish 乃木坂明星夥伴                                                     |      |
| 12   | 2022年1月11日  | 渡邊美奈代演唱《先告辭了》、筒井演唱《桃色單戀》、 清宮與乃木坂明星夥伴演唱《Smile for Me》、 理理杏演唱《你真幸運真順利呢》                                      | 你真幸運真順利呢                       | 伊藤理理杏 wish Super-Tamachanzu                                               |      |
| 12   | 2022年1月11日  | 渡邊美奈代演唱《先告辭了》、筒井演唱《桃色單戀》、 清宮與乃木坂明星夥伴演唱《Smile for Me》、 理理杏演唱《你真幸運真順利呢》                                      | 先失禮                                 | 乃木坂明星夥伴、渡邊美奈代                                                     |      |
| 13   | 1月18日        | 向井自彈自唱吉他！與南高節合唱《神田川》、遠藤與筒井合唱《白色是戀人的顏色》、掛橋首次吉他獨奏伴奏， 北川演唱《心之旅》、清宮演唱《鄉村路帶我回家》               | 神田川                                 | 向井葉月、南高節                                                               |      |
| 13   | 1月18日        | 向井自彈自唱吉他！與南高節合唱《神田川》、遠藤與筒井合唱《白色是戀人的顏色》、掛橋首次吉他獨奏伴奏， 北川演唱《心之旅》、清宮演唱《鄉村路帶我回家》               | 白色是戀人的顏色                       | 遠藤櫻、筒井彩萌                                                               |      |
| 13   | 1月18日        | 向井自彈自唱吉他！與南高節合唱《神田川》、遠藤與筒井合唱《白色是戀人的顏色》、掛橋首次吉他獨奏伴奏， 北川演唱《心之旅》、清宮演唱《鄉村路帶我回家》               | 心之旅                                 | 掛橋沙耶香、北川悠理                                                           |      |
| 13   | 1月18日        | 向井自彈自唱吉他！與南高節合唱《神田川》、遠藤與筒井合唱《白色是戀人的顏色》、掛橋首次吉他獨奏伴奏， 北川演唱《心之旅》、清宮演唱《鄉村路帶我回家》               | 鄉村路帶我回家                         | 清宮玲、南高節                                                                 |      |
| 14   | 1月25日        | 東方收音機藤森自帶企劃！柴田演唱《innocent world》、 賀喜演唱《HOWEVER》、秋元與田村合唱《CHE.R.RY》、早川演唱《PERFECT HUMAN》                                   | Innocent world                         | 柴田柚菜、藤森慎吾                                                             |      |
| 14   | 1月25日        | 東方收音機藤森自帶企劃！柴田演唱《innocent world》、 賀喜演唱《HOWEVER》、秋元與田村合唱《CHE.R.RY》、早川演唱《PERFECT HUMAN》                                   | HOWEVER                                | 賀喜遙香、藤森慎吾                                                             |      |
| 14   | 1月25日        | 東方收音機藤森自帶企劃！柴田演唱《innocent world》、 賀喜演唱《HOWEVER》、秋元與田村合唱《CHE.R.RY》、早川演唱《PERFECT HUMAN》                                   | CHE.R.RY                               | 田村真佑、秋元真夏                                                             |      |
| 14   | 1月25日        | 東方收音機藤森自帶企劃！柴田演唱《innocent world》、 賀喜演唱《HOWEVER》、秋元與田村合唱《CHE.R.RY》、早川演唱《PERFECT HUMAN》                                   | PERFECT HUMAN                          | 早川聖來 wish NOGI FISH、藤森慎吾                                              |      |
| 15   | 2月1日         | 小柳留美子登場！黑見與弓木合唱《瀨戶的新娘》伊藤與柴田合唱 《White Love》、林演唱《白色戀人們》、清宮演唱《前往夢中》                                             | White Love                             | 伊藤理理杏、柴田柚菜、松尾美佑、矢久保美緒                                     |      |
| 15   | 2月1日         | 小柳留美子登場！黑見與弓木合唱《瀨戶的新娘》伊藤與柴田合唱 《White Love》、林演唱《白色戀人們》、清宮演唱《前往夢中》                                             | 瀨戶的新娘                             | 黑見明香、弓木奈於、小柳留美子                                                 |      |
| 15   | 2月1日         | 小柳留美子登場！黑見與弓木合唱《瀨戶的新娘》伊藤與柴田合唱 《White Love》、林演唱《白色戀人們》、清宮演唱《前往夢中》                                             | 白色戀人們                             | 林瑠奈                                                                         |      |
| 15   | 2月1日         | 小柳留美子登場！黑見與弓木合唱《瀨戶的新娘》伊藤與柴田合唱 《White Love》、林演唱《白色戀人們》、清宮演唱《前往夢中》                                             | 前往夢中                               | 清宮玲、小柳留美子                                                             |      |
| 16   | 2月8日         | 陳美齡登場！柴田演唱《Chase the Chance》北野與鈴木合唱《奇蹟》、 黑見演唱《草原の輝き》、筒井演唱《Hello, Goodbye》、掛橋與北川演唱原創歌曲                       | Chase the Chance                       | 柴田柚菜 wish Super-Yanchanzu                                                  |      |
| 16   | 2月8日         | 陳美齡登場！柴田演唱《Chase the Chance》北野與鈴木合唱《奇蹟》、 黑見演唱《草原の輝き》、筒井演唱《Hello, Goodbye》、掛橋與北川演唱原創歌曲                       | 奇蹟                                   | 北野日奈子、鈴木絢音                                                           |      |
| 16   | 2月8日         | 陳美齡登場！柴田演唱《Chase the Chance》北野與鈴木合唱《奇蹟》、 黑見演唱《草原の輝き》、筒井演唱《Hello, Goodbye》、掛橋與北川演唱原創歌曲                       | 草原的光輝                             | 黑見明香、陳美齡                                                               |      |
| 16   | 2月8日         | 陳美齡登場！柴田演唱《Chase the Chance》北野與鈴木合唱《奇蹟》、 黑見演唱《草原の輝き》、筒井演唱《Hello, Goodbye》、掛橋與北川演唱原創歌曲                       | Hello, Goodbye                         | 筒井彩萌、陳美齡                                                               |      |
| 17   | 2月15日        | 國生小百合與情人節特別節目！掛橋、佐藤與弓木合唱《最喜歡！》、 田村演唱《我的男朋友是左撇子》、遠藤與國生合唱《情人節之吻》、中村、金川與清宮合唱《鮮紅的自行車》 | 最喜歡！                               | 掛橋沙耶香、佐藤璃果、弓木奈於                                                 |      |
| 17   | 2月15日        | 國生小百合與情人節特別節目！掛橋、佐藤與弓木合唱《最喜歡！》、 田村演唱《我的男朋友是左撇子》、遠藤與國生合唱《情人節之吻》、中村、金川與清宮合唱《鮮紅的自行車》 | 我的男朋友是左撇子                     | 田村真佑                                                                       |      |
| 17   | 2月15日        | 國生小百合與情人節特別節目！掛橋、佐藤與弓木合唱《最喜歡！》、 田村演唱《我的男朋友是左撇子》、遠藤與國生合唱《情人節之吻》、中村、金川與清宮合唱《鮮紅的自行車》 | 情人節之吻                             | 遠藤櫻 wish 乃木坂明星夥                                                       |      |
| 17   | 2月15日        | 國生小百合與情人節特別節目！掛橋、佐藤與弓木合唱《最喜歡！》、 田村演唱《我的男朋友是左撇子》、遠藤與國生合唱《情人節之吻》、中村、金川與清宮合唱《鮮紅的自行車》 | 鮮紅的自行車                           | 中村麗乃、金川紗耶、清宮玲、國生小百合                                         |      |
| 18   | 2月22日        | 翁倩玉登場！！久保、賀喜與早川合唱《LOVE涙色》、松尾演唱《Hello, Again ～在以前的某處～》、 林演唱《著迷》、北川演唱《異邦人》                                    | LOVE涙色                               | 久保史緒里、賀喜遙香、早川聖來                                                 |      |
| 18   | 2月22日        | 翁倩玉登場！！久保、賀喜與早川合唱《LOVE涙色》、松尾演唱《Hello, Again ～在以前的某處～》、 林演唱《著迷》、北川演唱《異邦人》                                    | Hello, Again ～在以前的某處～          | 松尾美佑                                                                       |      |
| 18   | 2月22日        | 翁倩玉登場！！久保、賀喜與早川合唱《LOVE涙色》、松尾演唱《Hello, Again ～在以前的某處～》、 林演唱《著迷》、北川演唱《異邦人》                                    | 著迷                                   | 林瑠奈、翁倩玉                                                                 |      |
| 18   | 2月22日        | 翁倩玉登場！！久保、賀喜與早川合唱《LOVE涙色》、松尾演唱《Hello, Again ～在以前的某處～》、 林演唱《著迷》、北川演唱《異邦人》                                    | 異邦人 — 絲綢之路的主題曲              | 北川悠理、翁倩玉                                                               |      |
| 19   | 3月1日         | 荻野目洋子登場！林與弓木合唱《Dancing Hero》、伊藤與Yanchanzu合唱《Choo Choo TRAIN》、 梅澤演唱《陷入戀愛時》、早川演唱《危險的二人》                             | Choo Choo TRAIN                        | 伊藤理理杏 wish Super-Yanchanzu                                                |      |
| 19   | 3月1日         | 荻野目洋子登場！林與弓木合唱《Dancing Hero》、伊藤與Yanchanzu合唱《Choo Choo TRAIN》、 梅澤演唱《陷入戀愛時》、早川演唱《危險的二人》                             | 陷入戀愛時                             | 梅澤美波                                                                       |      |
| 19   | 3月1日         | 荻野目洋子登場！林與弓木合唱《Dancing Hero》、伊藤與Yanchanzu合唱《Choo Choo TRAIN》、 梅澤演唱《陷入戀愛時》、早川演唱《危險的二人》                             | 危險的二人                             | 早川聖來、荻野目洋子                                                           |      |
| 19   | 3月1日         | 荻野目洋子登場！林與弓木合唱《Dancing Hero》、伊藤與Yanchanzu合唱《Choo Choo TRAIN》、 梅澤演唱《陷入戀愛時》、早川演唱《危險的二人》                             | Dancing Hero                           | 林瑠奈、弓木奈於、荻野目洋子                                                   |      |
| 20   | 3月8日         | 催淚的最終回特別篇！藤巻亮太登場！北川與筒井合唱《3月9日》、賀喜與柴田合唱《粉雪》、 掛橋、黑見、佐藤、清宮與矢久保合唱《The☆Pea～ce!》、全員合唱〈明天會更好〉   | The☆Pea～ce! / 充滿愛的大宇宙          | 掛橋沙耶香、黑見明香、佐藤璃果、清宮玲、矢久保美緒                             |      |
| 20   | 3月8日         | 催淚的最終回特別篇！藤巻亮太登場！北川與筒井合唱《3月9日》、賀喜與柴田合唱《粉雪》、 掛橋、黑見、佐藤、清宮與矢久保合唱《The☆Pea～ce!》、全員合唱〈明天會更好〉   | 粉雪                                   | 賀喜遙香、柴田柚菜                                                             |      |
| 20   | 3月8日         | 催淚的最終回特別篇！藤巻亮太登場！北川與筒井合唱《3月9日》、賀喜與柴田合唱《粉雪》、 掛橋、黑見、佐藤、清宮與矢久保合唱《The☆Pea～ce!》、全員合唱〈明天會更好〉   | 3月9日                                 | 北川悠理、筒井彩萌、藤卷亮太                                                   |      |
| 20   | 3月8日         | 催淚的最終回特別篇！藤巻亮太登場！北川與筒井合唱《3月9日》、賀喜與柴田合唱《粉雪》、 掛橋、黑見、佐藤、清宮與矢久保合唱《The☆Pea～ce!》、全員合唱〈明天會更好〉   | 明天會更好                             | 4期生全員                                                                      |      |

### 播放時間
| 播放日期                     | 播放時間                          | 播放局         | 播放區域 | 備註   |
| ---------------------------- | --------------------------------- | -------------- | -------- | ------ |
| 2021年10月12日—2022年3月8日  | 星期二 01:29－01:59（星期一深夜） | 日本電視台     | 關東地區 | 製作局 |
| 2021年10月20日—2022年3月23日 | 星期三 00:59－01:29（星期二深夜） | TV新潟放送網   | 新潟縣   | 遲延網 |
| 2021年10月20日—2022年3月23日 | 星期三 02:04－02:34（星期二深夜） | 靜岡第一電視台 | 靜岡縣   | 遲延網 |
| 2021年10月21日—2022年3月31日 | 星期四 00:59－01:29（星期三深夜） | 宮城電視台     | 宮城縣   | 遲延網 |
| 2021年10月24日—2022年3月27日 | 星期日 02:00－02:30（星期六深夜） | 福岡放送       | 福岡縣   | 遲延網 |

## 相關商品

### 乃木坂明星誕生！Blu-ray＆DVD
| #       | 發售日期       | 編號       | 版本名稱                            | 型態    | 收入特典                                          | 收錄映像                                                                                         |
| vap發行 | vap發行        | vap發行    | vap發行                             | vap發行 | vap發行                                           | vap發行                                                                                          |
| ------- | -------------- | ---------- | ----------------------------------- | ------- | ------------------------------------------------- | ------------------------------------------------------------------------------------------------ |
| 1       | 2022年1月14日  | VPBF-14098 | 乃木坂明星誕生！第1卷 DVD-BOX       | 限定版  | 寫真小冊子40頁，隨機附贈3張原創照片（共預計16種） | 製作花絮                                                                                         |
| 1       | 2022年1月14日  | VPXF-71873 | 乃木坂明星誕生！第1卷 Blu-ray-BOX   | 限定版  | 寫真小冊子40頁，隨機附贈3張原創照片（共預計16種） | 製作花絮、未公開影像也不錯吧 全10集                                                              |
| 2       | 2022年4月22日  | VPBF-14099 | 乃木坂明星誕生！第2卷 DVD-BOX       | 限定版  | 寫真小冊子40頁，隨機附贈3張原創照片（共預計16種） | 製作花絮                                                                                         |
| 2       | 2022年4月22日  | VPXF-71874 | 乃木坂明星誕生！第2卷 Blu-ray-BOX   | 限定版  | 寫真小冊子40頁，隨機附贈3張原創照片（共預計16種） | 特別訪談、未公開影像也不錯吧 全10集                                                              |
| 3       | 2022年7月22日  | VPBF-14155 | 乃木坂明星誕生！2 第1卷 DVD-BOX     | 限定版  | 寫真小冊子40頁，隨機附贈3張原創照片（共預計16種） | 製作花絮                                                                                         |
| 3       | 2022年7月22日  | VPXF-71897 | 乃木坂明星誕生！2 第1卷 Blu-ray-BOX | 限定版  | 寫真小冊子40頁，隨機附贈3張原創照片（共預計16種） | 製作花絮、未公開影像也不錯吧 全10集                                                              |
| 4       | 2022年10月28日 | VPBF-14156 | 乃木坂明星誕生！2 第2卷 DVD-BOX     | 限定版  | 寫真小冊子40頁，隨機附贈3張原創照片（共預計16種） | 製作花絮、「乃木坂之星誕生！LIVE」製作花絮、未公開影像也不錯吧 特別版。                          |
| 4       | 2022年10月28日 | VPXF-71898 | 乃木坂明星誕生！2 第2卷 Blu-ray-BOX | 限定版  | 寫真小冊子40頁，隨機附贈3張原創照片（共預計16種） | 製作花絮、「乃木坂之星誕生！LIVE」製作花絮、未公開影像也不錯吧 特別版、未公開影像也不錯吧 全10集 |

## 相關活動
- 乃木坂明星誕生！LIVE（2022年6月26日，皮亞競技場MM）[52]

## 外部連結
- 乃木坂明星誕生！官方網站－日本電視台
- 乃木坂明星誕生！的X（前Twitter）（2021年5月11日—）
- 乃木坂明星誕生！的Instagram帳戶（2021年5月11日—）
- 乃木坂明星誕生！ －Hulu